# Władysławów (gmina Żelechów)
Władysławów – wieś w Polsce położona w województwie mazowieckim, w powiecie garwolińskim, w gminie Żelechów. Przez Władysławów przepływa rzeka Promnik, która uchodzi do Wisły.
Jest to wieś rozproszona. W skład sołectwa Władysławów wchodzi wieś Ostrożeń Trzeci. Administracyjnie utworzono dwa sołectwa Władysławów I i Władysławów II
W latach 1975–1998 miejscowość należała administracyjnie do województwa siedleckiego.
Od 1953 roku we wsi funkcjonuje ochotnicza straż pożarna.
Wierni Kościoła rzymskokatolickiego należą do parafii Trójcy Świętej w Gończycach.

## Linki zwwnętrzne
- Władysławów (37), [w:] Słownik geograficzny Królestwa Polskiego, t. XIII: Warmbrun – Worowo, Warszawa 1893, s. 692.